# Rue Violet
Pour les articles homonymes, voir Violet (homonymie).
La rue Violet est une rue du 15e arrondissement de Paris.

## Situation et accès
La rue Violet commence boulevard de Grenelle et aboutit dans la place Violet à l’intersection avec la rue des Entrepreneurs. Elle croise la rue Fondary, la rue du Théâtre et l’avenue Émile-Zola. La rue Juge, la rue Tiphaine, la villa de Grenelle, la rue Fallempin, la rue Letellier, l’avenue Delecourt, la place du Commerce, le passage des Écoliers et la rue Edmond-Roger commencent ou aboutissent rue Violet.
Ce site est desservi par les stations de métro Avenue Émile Zola et Commerce.

## Origine du nom

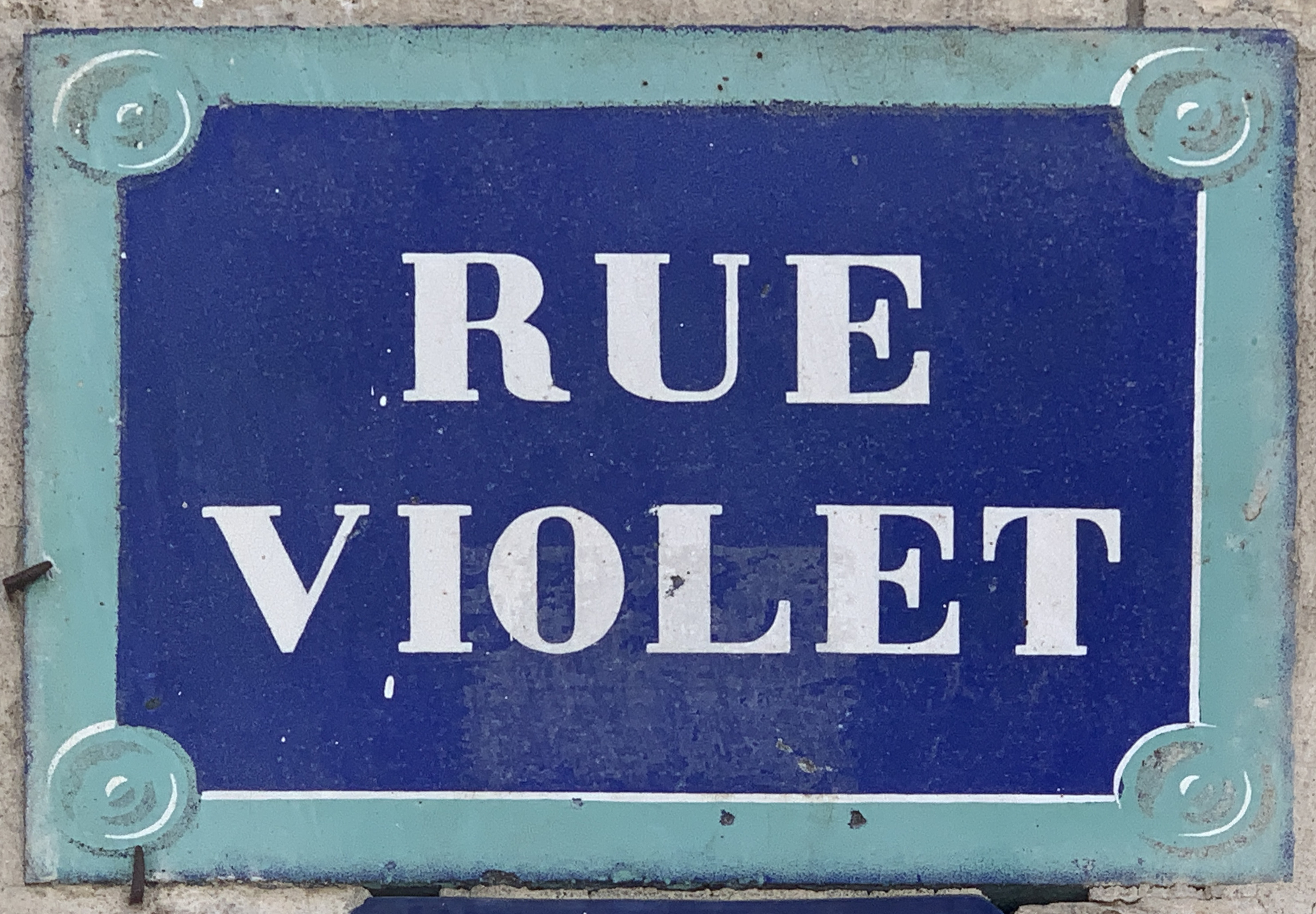
Plaque de la rue.

La rue tient son nom de Léonard Violet (1791-1881), conseiller municipal de l’ancienne commune de Vaugirard et entrepreneur immobilier, qui acheta à la commune et lotit entre 1824 à 1829 une grande partie du quartier s’étendant au sud de l’actuel boulevard de Grenelle entre la rue de la Croix-Nivert et la Seine.

## Historique
Voie de l'ancienne commune de Grenelle, la rue est issue de l’opération immobilière réalisée sur le lotissement Violet et rattachée à Paris en 1863.
Initialement, la rue Violet s'étendait autrefois jusqu'à la place Dupleix. Le 24 juin 1907, le tronçon compris entre cette place et le boulevard de Grenelle est détaché pour former la rue Dupleix.

## Bâtiments remarquables et lieux de mémoire
- La rue borde le square Violet et le square de la place du Commerce.
- No 12 : emplacement d'une petite maison dans laquelle s'est éteint Léonard Violet, en 1881.
- No 40 : emplacement de la première mairie de Grenelle. Monsieur Juge, premier maire de la commune, installa la mairie dans un modeste immeuble, aujourd’hui détruit. Son choix s’était porté sur ce lieu car le terrain attenant lui permettait de construire la première école de Grenelle[1].
- No 42-44 : congrégation Sœurs-Saint-Paul.
- No 45 : César Pinaud, inspecteur-chef dans les romans policiers San-Antonio de Frédéric Dard.[réf. nécessaire]
- No 57 ː maison-mère de la congrégation religieuse des Petites Sœurs de l'Assomption.
- No 60 : face à l'ancienne mairie, ancienne clinique de la Rue Violet où fut opéré le 9 novembre l'acteur Gérard Philipe avant son décès le 25 novembre 1959[2].
- No 69 : ancienne mairie de Grenelle, classée monument historique.
- No 75-77 : emplacement de la maison du chimiste Anselme Payen, devenue asile Payen en 1874 à la suite de sa mort et de la décision de sa fille[3].
- No 87 : le peintre Edmond Heuzé, membre de l'Institut de France, professeur à l'École nationale supérieure des beaux-arts, est né à cette adresse le 26 septembre 1883[4].

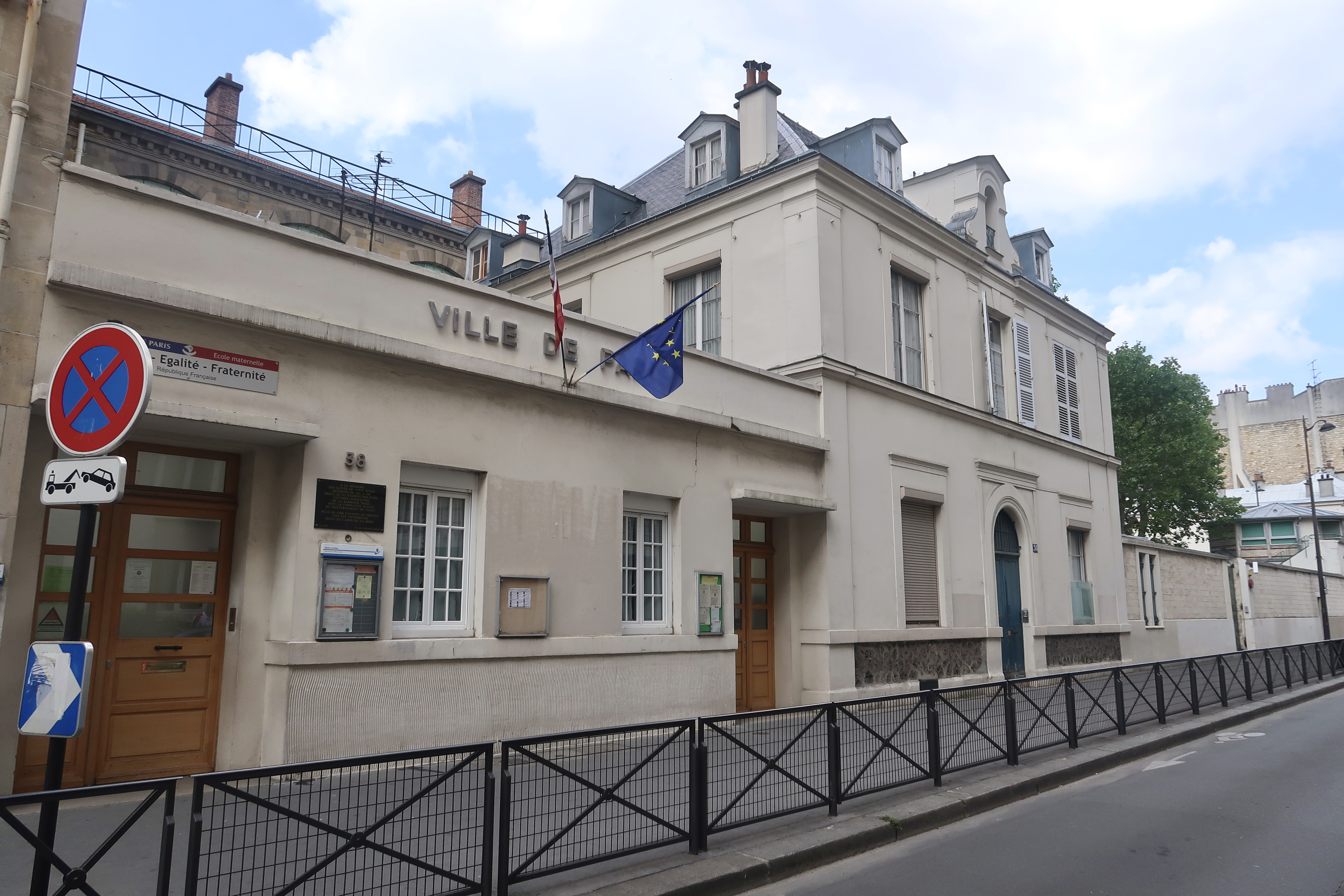
École maternelle au no 38.
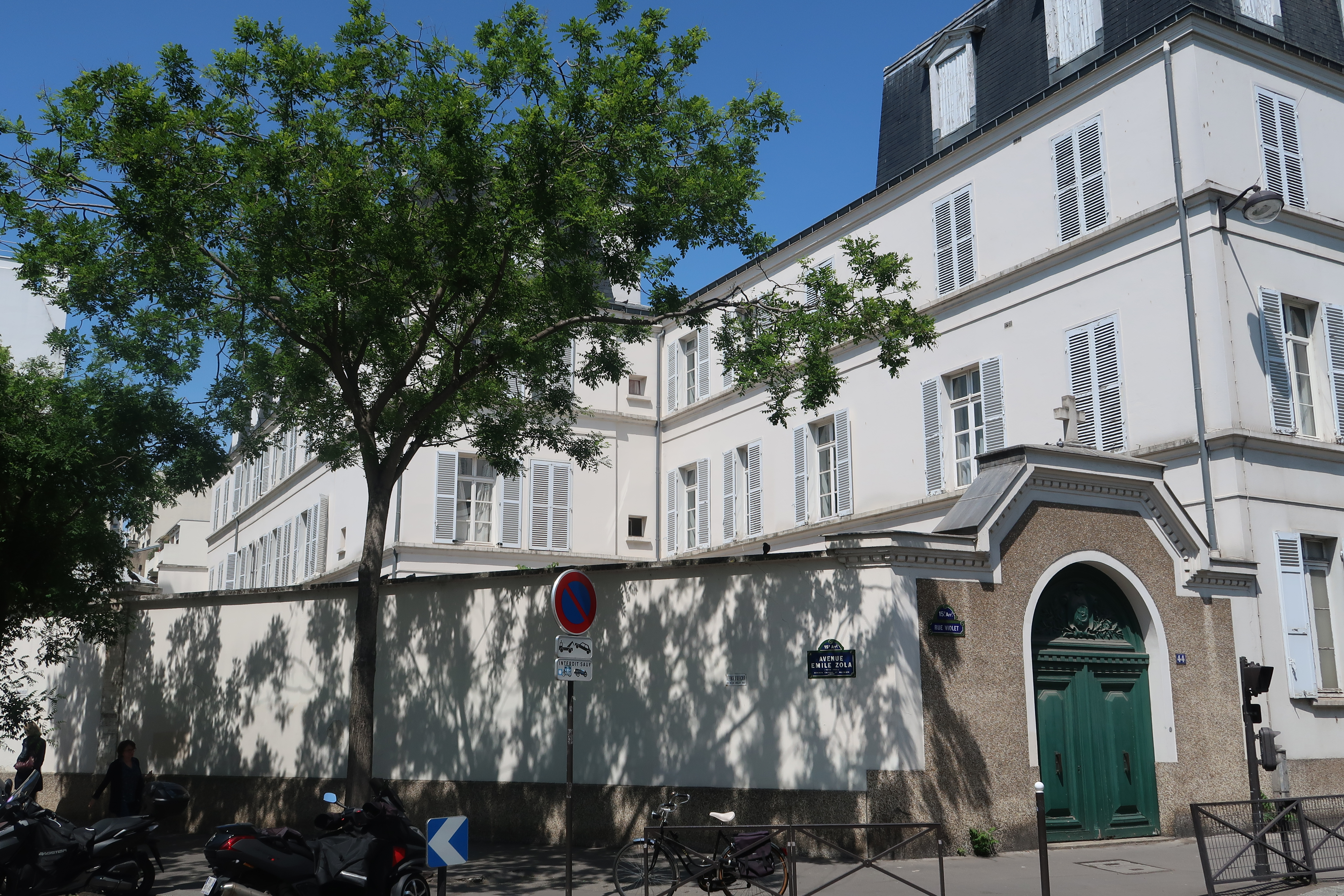
Congrégation aux nos 42-44.
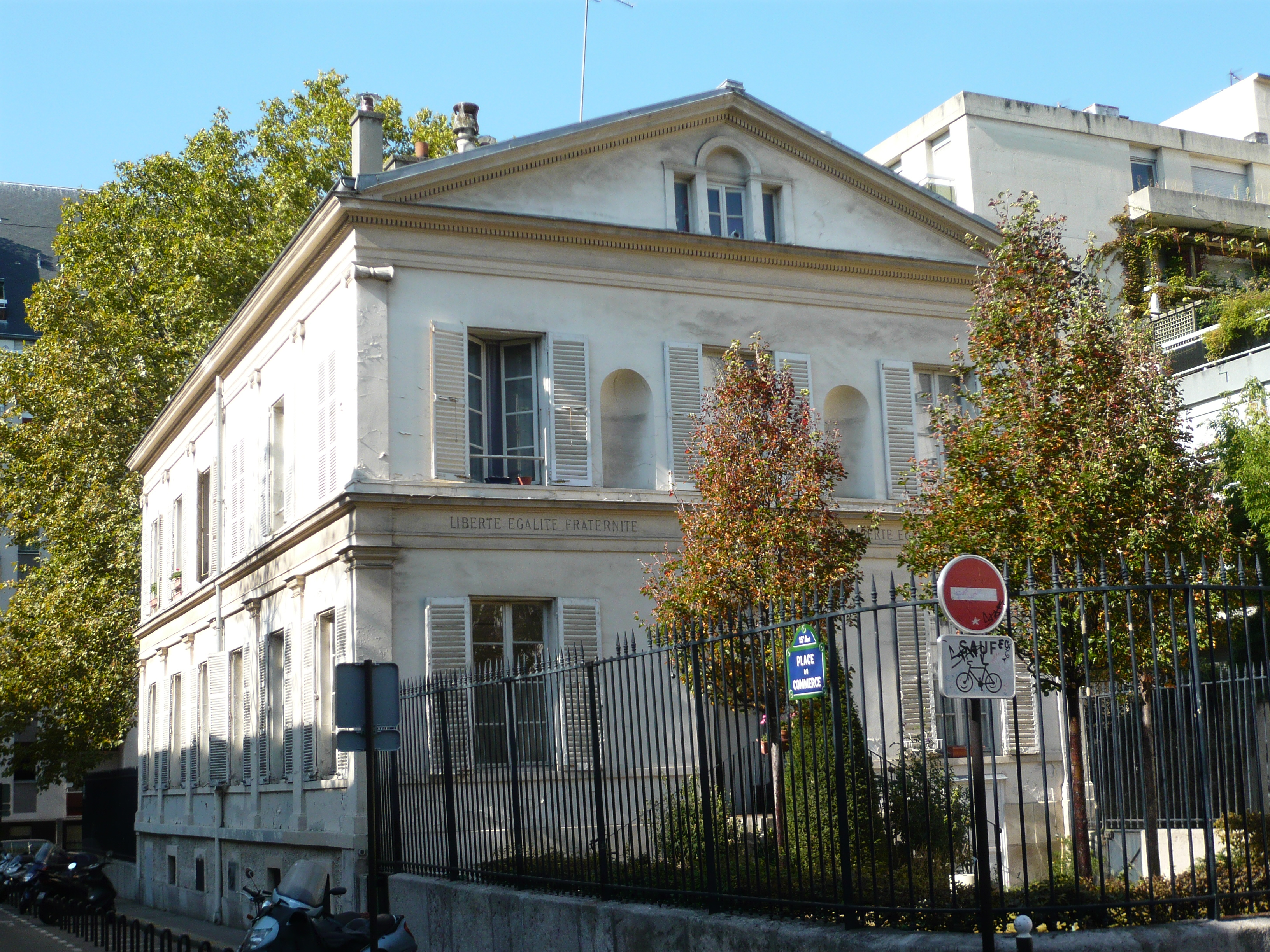
Ancienne mairie au no 69.